# Lake Isandula
Lake Isandula är en sjö i Australien. Den ligger i delstaten Tasmanien, i den sydöstra delen av landet, omkring 210 kilometer nordväst om delstatshuvudstaden Hobart. Lake Isandula ligger 216 meter över havet.
I omgivningarna runt Lake Isandula växer i huvudsak städsegrön lövskog. Runt Lake Isandula är det mycket glesbefolkat, med 3 invånare per kvadratkilometer. Genomsnittlig årsnederbörd är 1 607 millimeter. Den regnigaste månaden är augusti, med i genomsnitt 221 mm nederbörd, och den torraste är januari, med 57 mm nederbörd.